# Antonieta Amália de Brunsvique-Volfembutel
Antonieta Amália de Brunsvique-Volfembutel (14 de abril de 1696 - 6 de março de 1762) foi uma duquesa de Brunsvique-Volfembutel, esposa do seu primo Fernando Alberto II, Duque de Brunsvique-Volfembutel. Era mãe de uma rainha da Prússia, uma duquesa de Saxe-Coburgo-Saalfeld e de uma rainha da Dinamarca e Noruega.

## Família

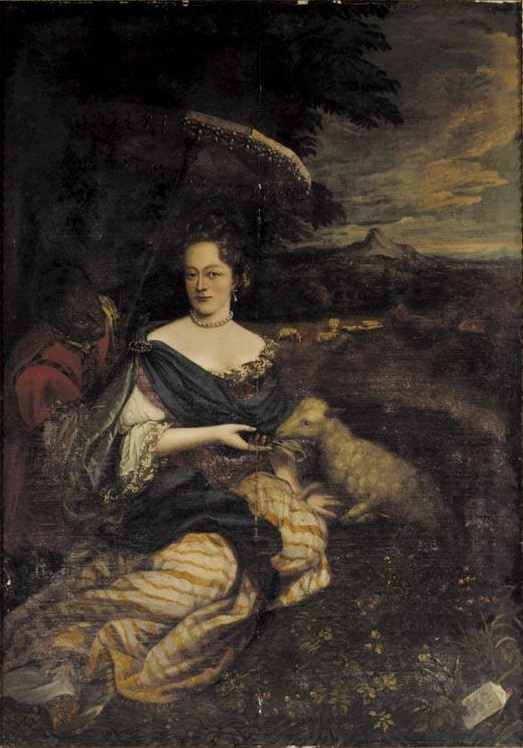
Antónia Amália, por Guilijn Peter van der Zijlen

Antonieta era a filha mais nova de Luís Rudolfo, Duque de Brunsvique-Luneburgo e da princesa Cristina Luísa de Oettingen-Oettingen. As suas irmãs eram a princesa Isabel Cristina de Brunsvique-Volfembutel, mãe da imperatriz Maria Teresa da Áustria e a princesa Carlota Cristina de Brunsvique-Volfembutel, mãe do czar Pedro II da Rússia. Os seus avós paternos eram o duque António Ulrich, Duque de Brunsvique-Luneburgo e a princesa Isabel Juliana de Schleswig-Holstein-Sønderburg-Nordborg. Os seus avós maternos eram o príncipe Alberto Ernesto I de Oettingen-Oettingen e a duquesa Cristina Frederica de Württemberg.

## Casamento
Antonieta casou-se no dia 15 de outubro de 1712 com o duque Fernando Alberto II, Duque de Brunsvique-Volfembutel. O casamento foi muito feliz e produziu oito filhos e seis filhas. Em 1735, Fernando Alberto sucedeu o seu pai, mas morreu no mesmo ano. A duquesa-viúva viveu mais vinte e sete anos do que o seu marido.

## Descendência
1. Carlos I, Duque de Brunsvique-Volfembutel (1 de agosto de 1713 - 26 de março de 1780) casado com a princesa Filipina Carlota da Prússia; com descendência.
2. Antônio Ulrico de Brunsvique-Volfembutel (28 de agosto de 1714 - 4 de maio de 1774) casado com a grã-duquesa Ana Leopoldovna da Rússia; com descendência.
3. Isabel Cristina de Brunsvique-Volfembutel-Bevern (8 de novembro de 1715 - 13 de janeiro de 1797) casada com o rei Frederico II da Prússia; sem descendência.
4. Luís Ernesto de Brunsvique-Volfembutel (25 de setembro de 1718 - 12 de maio] de 1788) sem descendência.
5. Fernando de Brunswick-Wolfenbüttel ([12 de janeiro de 1721 - 3 de julho de 1792) sem descendência.
6. Luísa de Brunsvique-Volfembutel (29 de janeiro de 1722 - 13 de janeiro de 1780) casada com o príncipe Augusto Guilherme da Prússia; com descendência.
7. Sofia Antonia de Brunsvique-Volfembutel (23 de janeiro de 1724- 17 de maio de 1802) casada com Ernesto Frederico de Saxe-Coburgo-Saalfeld; com descendência.
8. Albert de Brunsvique-Volfembutel (1725–1745) sem descendência.
9. Carlota de Brunsvique-Volfembutel (1725–1766) sem descendência.
10. Teresa de Brunsvique-Volfembutel (4 de junho de 1728 - 26 de junho de 1778) sem descendência.
11. Juliana Maria de Brunsvique-Volfembutel (4 de setembro de 1729 - 10 de outubro de 1796) casada com o rei Frederico V da Dinamarca; com descendência.
12. Frederico Guilherme de Brunsvique-Volfembutel (1731–1732) morreu bebé.
13. Frederico Francisco de Brunsvique-Volfembutel (1732–1758) sem descendência.